# Batalla de Tamborales
La Batalla de Tamborales fue un ataque perpetrado por las Fuerzas Armadas Revolucionarias de Colombia - Ejército del Pueblo (FARC-EP) el 14 de agosto de 1998, contra el Batallón de contraguerrillas No 11 Cacique Coyara, Batallón de contraguerrillas 35 Compañía Apache y Batallón de contraguerrillas 26  en el corregimiento de Puerto Lleras en jurisdicción de Riosucio (Chocó). Las tropas del Ejército Nacional se hallaban adelantando labores de búsqueda y rastreo en el área (operación Furia) con el objetivo de rescatar a 7 uniformados secuestrados el 3 de agosto anterior en Pavarando (Antioquia), cuando se vieron atacados por unos 5 frentes del Bloque Noroccidental de las FARC-EP. El batallón debió retroceder con grandes pérdidas pero se salvó de ser copado por las estructuras guerrilleras. Resultado del combate perdieron la vida 42 militares y 21 más fueron secuestrados, que posteriormente serían incluidos en el grupo de los Canjeables. 

## Antecedentes
Luego de violentos enfrentamientos con la Fuerza pública y unidades de las Autodefensas Campesinas de Córdoba y Urabá (ACCU), para el segundo semestre de 1998 todos los frentes guerrilleros de las FARC-EP habían sido expulsados de la estratégica región de Urabá, viéndose forzados a recular hacia el Cañón de La Llorona y la región de Riosucio en el norte de Choco, donde reagruparon sus fuerzas. Esta pérdida notable había forzado al secretariado de la organización irregular a enviar cientos de guerrilleros desde el sur del país con órdenes inmediatas de pasar a la ofensiva y retomar el control de la zona. 
Precisamente el 3 de agosto de 1998, y haciendo parte de una ofensiva nacional lanzada como “Despedida al gobierno Samper” unidades de los frentes 5 y 18 de las FARC-EP, lanzaron el primer golpe en esa área al atacar a tropas del Ejército Nacional que custodiaban un campamento de desplazados en Pavarando (Antioquia). Allí a pesar de rechazar el asalto perecieron 9 soldados y 7 más fueron secuestrados. Precisamente aquel día en la parte sur del país, el grupo guerrillero, más exactamente el Bloque Oriental realizó dos ataques paralelos en la La Uribe y Miraflores, al igual que hacia el ELN en el Catatumbo.
Inmediatamente el estado mayor de la Brigada 17 del Ejército Nacional con sede en Apartado, con jurisdicción sobre el Urabá, y al mando del general Martin Orlando Carreño ordenó lanzar una ofensiva (Operación Furia) encaminada a detener la avanzada de unos mil hombres de cuatro frentes de la FARC-EP, que pretendían recuperar el dominio territorial en Urabá. Además se pretendía rescatar a los 7 uniformados secuestrados en el ataque de la víspera.
La operación militar, que representó la primera ofensiva lanzada por la nueva línea de mando tras la sustitución de la encabezada por la administración Samper, quedó a cargo de las tropas de contraguerrilla de los batallones 11,25 y 35. El 8 de agosto las primeras unidades salieron desde la base de Pavarando y se internaron en el área de operaciones esperando contactar con las fuerzas enemigas. El Batallón No 11 Cacique Coyara con 150 unidades de tropa y al mando del capitán César Morales Ramírez recibió información de inteligencia militar que señalaba la presencia de un campamento de las FARC-EP entre los ríos Perancho, Urada y Antadía en zona rural de Riosucio (choco), donde posiblemente se encontraban los prisioneros de guerra. Y hacia este punto recibió orden de desplazarse; tras varias jornadas de marcha en medio de un terreno difícil y fangoso en la tarde del jueves 13 de agosto las tropas cruzaron el río Perancho internándose en su margen opuesta. Agotados por la marcha, los militares acamparon en el lugar con las debidas medidas de seguridad la noche del 13 al 14 de agosto de 1998.

## El ataque
En la madrugada del viernes 14 de agosto las unidades del Batallón Cacique Coyara continuaron con su marcha hacia el área señalada por inteligencia militar; mientras avanzaban, sobre las 07:00 se hizo contacto con un primer grupo de guerrilleros en el sitio denominado Tamborales. Los uniformados inicialmente no calcularon la magnitud del ataque y pensaron que se enfrentaban a unidades reducidas del enemigo. Empero tenían enfrente cuatro frentes de las FARC-EP: cerca de 600 hombres en primera línea de combate y no menos de 200 a 400 en retaguardia. 
Así que los combates se prolongaron más de lo calculado inicialmente, luego de que las tropas se vieran atacadas desde todos los flancos por una gran cantidad de subversivos, muchos de ellos menores de edad según los testimonios de los soldados. "De todas partes salían muchachos como granos de maíz y se venían en montón" relato después un herido. El Capitán Morales que estaba al frente de las tropas fue uno de los primeros en caer herido durante las escaramuzas iniciales, lo que dificultaría el posterior comando de la operación.
Se trataba pues de un asalto en toda regla y los guerrilleros conscientes de su superioridad continuaron el ataque a pesar de sufrir cuantiosas bajas, lanzando sus escuadras sobre las posiciones sostenidas por los militares, que tuvieron entonces que replegarse para evitar verse copados por el dispositivo de los irregulares. Los soldados fueron retrocediendo en grupos con el fin de reorganizarse detrás del río Perancho cubriendo la retirada de algunos de los heridos y guardando su propio perímetro desde varios flancos. Sobre el atardecer del viernes –aproximadamente las 17:30- varios pelotones lograron zafarse del cerco insurgente y cruzar el río hacia zona segura, con una veintena de heridos en sus filas. Sin embargo dejaron sobre el terreno 63 hombres –entre muertos y capturados- y varios rezagados. Según relato el soldado voluntario Hugo León, quien fue capturado por los rebeldes: "después de horas de combate se nos acabaron las municiones, quedamos limpios, ahí inició el desespero de ver cómo morían y morían soldados, nos tocó tomar esos cuerpos de los compañeros y armar una pila para que nos sirvieran como trinchera, eran nuestros compañeros caídos, con quienes reímos la noche anterior, pero en ese momento era cuestión de vida o muerte, nos tocó usarlos como barrera para poder sobrevivir."
Tras conocer del ataque el comandante del Ejército Nacional, general Jorge Mora Rangel, ordenó un movimiento masivo de refuerzos. Al área de operaciones fueron enviadas tropas de la IV, X y XI brigadas del Ejército mientras el comandante de la Fuerza Aérea, general Sandoval, movilizaba helicópteros Black Hawk artillados y Bell 212, lo mismo que aviones AC-47, OV-10 de combate y TAC de reconocimiento.
Mientras continuaban las labores de reconocimiento y el sobrevuelo de aviones sobre el terreno,  alrededor de las 09:00 horas del 15 de agosto -26 horas después de iniciado el combate- los guerrilleros obligaron al soldado Lambertino Polo, que había sido capturado, a solicitar con carácter urgente que un helicóptero se desplazara cerca al paraje de Tamborales, para ser evacuado junto con algunos soldados heridos. Después de verificar en varias oportunidades la identidad del soldado, se ordenó que dos helicópteros partieran hacia el teatro de operaciones para rescatarlos. De acuerdo con las órdenes impartidas, un Black Hawk sería el encargado del transporte de los soldados y otro helicóptero artillado se encargaría de cubrirlo. Los aparatos llegaron al área señalada sobre las 12:00 y se dispusieron a evacuar el personal herido, sin percatarse de que todo se trataba de una emboscada. El Black Hawk descendió lentamente y cuando estaba a pocos centímetros del suelo, medio centenar de guerrilleros abrió fuego contra el helicóptero, que recibió 75 impactos de fusil. Sin embargo, a pesar de que el piloto y el copiloto quedaron heridos, estos lograron maniobrar el aparato hasta la base de Mutatá (Antioquia).
Tras varias horas de marcha, el 16 de agosto cerca de 140 soldados divididos en varios grupos llegaron a la base de Pavarando de donde había partido la ofensiva días atrás. Otros que se habían quedado rezagados fueron rescatados en los días posteriores con ayuda de indígenas de la zona.

## Asesinato de secuestrados
Pocos meses después de ser retenido por las FARC-EP, a mediados de 1999 el soldado profesional Julián Norberto Jiménez Oviedo intento fugarse de sus captores en compañía de un desertor de la guerrilla. Sin embargo, fue rápidamente recapturado y fusilado en represalia por su intento de escape. Un año más tarde, en diciembre de 2000, el soldado Profesional Carlos Noratto Guerra, que por segunda vez intentaba fugarse de sus captores, fue herido de muerte.

## Liberación unilateral de secuestrados, 2001
En 2001, las FARC-EP acordaron liberar a los auxiliares de la Policía y otros miembros de la fuerza pública de menor rango como parte del intercambio humanitario, durante los diálogos de paz en San Vicente del Caguán, Caquetá, entre el gobierno de Andrés Pastrana y las FARC-EP. Una veintena de policías, soldados regulares, contraguerrillas voluntarios e infantes de marina capturados por el Bloque Noroccidental de las FARC-EP en Tamborales, Pavarando, Toma de Nariño, Juradó, Puerto Libertador Y Santa Cecilia fueron liberados en junio de 2001. Sin embargo, en poder del Bloque subversivo continuaron 13 oficiales y suboficiales del Ejército Nacional y de la Polícia Nacional, contando adicionalmente a políticos importantes secuestrados por el mismo bloque guerrillero (el entonces congresista Óscar Tulio Lizcano, el gobernador de Antioquia Guillermo Gaviria Correa y su asesor de paz Gilberto Echeverri Mejía). Solo quedaban en poder de las FARC-EP 2 retenidos del asalto de Riosucio (Choco).

## Masacre de Urrao
El 5 de mayo de 2003, cuando 75 comandos de las FF.MM. de Colombia trataban de liberar al grupo de canjeables del Bloque Noroccidental, subversivos del frente 34 de las FARC-EP al mando de Aicardo de Jesús Agudelo “El Paisa”, ejecutaron a sus rehenes: Guillermo Gaviria Correa, gobernador de Antioquia, Gilberto Echeverri,  asesor y exministro de Defensa nacional, y ocho oficiales y suboficiales del Ejército Nacional y la Armada, que permanecían secuestrados. Entre los 8 militares ejecutados se encontraban el Sargento Viceprimero Héctor Lucuara Segura y el Cabo segundo Yercinio Navarrete Sánchez, los 2 últimos uniformados que permanecían retenidos desde el ataque al Batallón Cacique Coyara en 1998.